# Хамерик, Эббе
Эббе Хамерик (дат. Ebbe Hamerik; 5 сентября 1898, Копенгаген — 11 августа 1951, утонул в проливе Каттегат) — датский композитор и дирижёр. Сын композитора Асгера Хамерика.

## Биография
Брал уроки теории музыки и оркестровки у своего отца, затем учился дирижированию у Франка ван дер Стукена. С успехом дебютировал как дирижёр в 1919 г. и получил место второго капельмейстера Копенгагенского Королевского театра, однако в 1922 г., неудовлетворённый своей работой, ушёл в отставку и уехал продолжать обучение за границей. Вернувшись в 1927 г., работал с различными датскими оркестрами. В 1939 г. ушёл добровольцем в финскую армию для участия в советско-финской войне. Вернувшись в Данию весной 1940 г., до 1943 г. был приглашённым дирижёром Датского симфонического оркестра, затем сосредоточился преимущественно на композиторской работе.
Главной областью творчества Хамерика была опера. Первая опера Хамерика, «Степан», была поставлена в 1925 г. в Майнце, вторая, «Леонардо да Винчи», оконченная в 1932 г., увидела свет в 1939 г. в Антверпене; наибольший успех выпал на долю третьей, «Мария Груббе» (по одноименному роману Енса Петера Якобсена, 1876), законченной в 1940 г. и поставленной впервые в Копенгагене под управлением автора. Последняя опера Хамерика «Грёзы» (дат. Drømmerne, по Карен Бликсен) была написана в 1949 г. и поставлена лишь в 1974-м. Хамерику принадлежат также балет «Вакханалия» (1927), пять симфоний, два струнных квартета и квинтет, квинтет для духовых инструментов и др.